# Platystele microglossa
Platystele microglossa är en orkidéart som beskrevs av Pedro Ortiz Valdivieso. Platystele microglossa ingår i släktet Platystele och familjen orkidéer. Inga underarter finns listade i Catalogue of Life.